# José Revueltas
José Revueltas Sánchez (ur. 20 listopada 1914, zm. 14 kwietnia 1976) – meksykański pisarz, eseista, i działacz polityczny. Pochodził z rodziny artystycznej, w skład której wchodziło rodzeństwo: Silvestre (kompozytor), Fermín (malarz) i Rosaura (aktorka).

## Życie
Często więziony za działalność polityczną. Już jako 14-latek po raz pierwszy został wysłany do więzienia o zaostrzonym rygorze. Uczestniczył w Ruchu Kolejarzy w 1958 r. za co został uwięziony ponownie. W 1968 roku został oskarżony o przynależność do meksykańskiego ruchu studenckiego, który doprowadził do manifestacji na Placu Trzech Kultur w mieście Meksyk. Pokojowy w zamysłach młodych wiec zakończył się brutalną interwencją policji i wojska. Aresztowany i wysłany do więzienia w Palacio de Lecumberri, gdzie napisał jedną z najbardziej popularnych książek: El Apando (Złodziej).
José Revueltas od początku miał rewolucyjne poglądy. Praktykował to, co wkrótce stanie się jego najważniejszym pedagogicznym wnioskiem: produkt doświadczania rzeczywistości, poprzez wiedzę teoretyczną, którą dostarcza czytanie. Z tego powodu opuścił gimnazjum, i poświęcił się zwiedzaniu bibliotek i nabywaniu książek. Był człowiekiem o wielu obliczach, poświęcał się na wszystkich frontach socjalizacji i upolityczniania społeczeństwa - ostatnich zadań rewolucji. Posługiwał się literaturą i scenariuszami filmowymi, by promować swój projekt.
Wstąpił do Komunistycznej Partii Meksyku w 1928, ale został z niej usunięty w 1943 za krytykę biurokratycznych praktyk.
Założył Ligę Espartaquista (Spartan League) i Partido Popular Socialista (Popularną Partię Socjalistyczną, lub PPS), z której również został usunięty z powodu krytyki lewicowców.

## Pisma
- Los muros de agua (1941)
- El luto humano (1943)
- Dios en la tierra (1944)
- Los días terrenales (1949)
- Los errores (1964)
- El apando (1969)
- México 68: Juventud Y Revolución (1968-1972)